# Kuta Teungoh
Kuta Teungoh is een bestuurslaag in het regentschap Nagan Raya van de provincie Atjeh, Indonesië. Kuta Teungoh telt 459 inwoners (volkstelling 2010).